# Liste der denkmalgeschützten Objekte in Krems-Gneixendorf
Die Liste der denkmalgeschützten Objekte in Krems-Gneixendorf enthält die denkmalgeschützten unbeweglichen Objekte der Katastralgemeinde Gneixendorf der Statutarstadt Krems an der Donau in Niederösterreich.

## Denkmäler
| Foto |                 | Denkmal                                                             | Standort                                                  | Beschreibung | Metadaten |
| ---- | --------------- | ------------------------------------------------------------------- | --------------------------------------------------------- | --- | --- |
| ja   | Datei hochladen | Kapelle Zum heiligsten Herzen Jesu HERIS-ID: 49763 Objekt-ID: 53869 | bei Gneixendorfer Hauptstraße 36 Standort KG: Gneixendorf | Die neugotische Ortskapelle Zum heiligsten Herzen Jesu an der Gneixendorfer Hauptstraße, 1908 als Kaiser-Franz-Joseph-Gedächtniskapelle errichtet, hat einen stark eingezogenen Chor mit 5⁄8-Schluss. Dem tonnengewölbten Langhaus mit spitzbogigem Triumphbogen und gekuppelten Spitzbogenfenstern ist ein zweigeschoßiger Fassadenturm vorgestellt, dessen übergiebelte Portalvorhalle über Krabben- und Kreuzblumendekor verfügt. Die Ausstattung stammt aus der Bauzeit. Die Glocke wurde 1829 von Johann Gottlieb Jennichen gegossen. | BDA-Hist.: Q38035869 Status: § 2a Stand der BDA-Liste: 2025-06-30 Name: Kapelle Zum heiligsten Herzen Jesu GstNr.: .54 Ortskapelle Gneixendorf                     |
| ja   | Datei hochladen | Beethovenhaus, ehem. Trautingerhof HERIS-ID: 33930 Objekt-ID: 31736 | Schloßstraße 19 Standort KG: Gneixendorf                  | Das sogenannte Beethovenhaus – der ehemalige Trautingerhof – ist ein kubischer Bau mit Mansardenwalmdach, der im 18. Jahrhundert errichtet wurde und vermutlich über einen Kern aus dem 16. Jahrhundert verfügt. Das Erdgeschoß ist kreuzgratgewölbt. Die aufwendige klassizistische Ausstattung und Einrichtung wurde um 1800 bzw. im frühen 19. Jahrhundert angefertigt. Dazu zählen Papiertapeten mit romantischer Landschaftsmalerei, klassizisierenden Architekturen und scheinarchitektonischen Rahmungen. Der Name des Gebäudes geht nicht eigentlich auf Ludwig van Beethoven zurück, sondern auf dessen Bruder Johann, der den ehemaligen Trautingerhof zusammen mit dem Schloss 1820 erworben hatte. Allerdings ist ein Aufenthalt des Komponisten im Jahr 1826 belegt. | BDA-Hist.: Q28532792 Status: Bescheid Stand der BDA-Liste: 2025-06-30 Name: Beethovenhaus, ehem. Trautingerhof GstNr.: .11/4, .10 Beethovenhaus Gneixendorf        |
| ja   | Datei hochladen | Anlage Schloss Wasserhof HERIS-ID: 111193 Objekt-ID: 128981         | Wasserhofstraße 5 Standort KG: Gneixendorf                | Das im Norden etwas außerhalb von Gneixendorf gelegene Schloss ist ein dreigeschoßiger Rechteckbau mit Mansardenwalmdach, der in der ersten Hälfte des 17. Jahrhunderts errichtet wurde. Zwischen zwei Alleen liegt östlich davon ein ausgedehnter, ehemaliger Schlosspark. Das Schloss war im 16. Jahrhundert zusammen mit dem Trautingerhof im Besitz von Stift Berchtesgaden, ging 1630 als Geschenk an die Kremser Jesuiten und wurde 1820 von Johann van Beethoven, einem Bruder des Komponisten Ludwig van Beethoven, erworben. Der kubische Bau verfügt über einen vorgestellten Fassadenturm. Im Norden gibt es übereck gestellte turmartige Vorbauten, die bis zur Traufe reichen. Der Innenraum wurde im 19. Jahrhundert durch Einbauten verändert.                     | BDA-Hist.: Q18412897 Status: Bescheid Stand der BDA-Liste: 2025-06-30 Name: Anlage Schloss Wasserhof GstNr.: .1, .3, .5, .6, .7, 4 Schloss Wasserhof (Gneixendorf) |